# Huguette Duflos
Pour les articles homonymes, voir Duflos.
Huguette Duflos (Hermance Hert), née Hermance Joséphine Meurs le 24 août 1887 à Limoges et morte le 12 avril 1982 en son domicile dans le 8e arrondissement de Paris, est une actrice française.

## Biographie
En 1910, elle épouse le comédien Raphaël Duflos dont elle divorcera vers 1928. De 1915 à 1924, elle est pensionnaire de la Comédie-Française. Elle en est sociétaire de 1924 à 1927. Elle entreprend ensuite une carrière cinématographique. Elle connait le succès durant la période du cinéma muet, dirigée notamment par Léonce Perret et Julien Duvivier. Après l'avènement du parlant, aux exigences duquel elle s'adapte avec moins de bonheur, elle se consacre principalement au théâtre.
Elle est inhumée au cimetière des Batignolles division 24 (Paris).

## Filmographie partielle

### Films muets
- 1914 : Le Droit de l'enfant de Henri Pouctal
- 1914 : L'Instinct de Henri Pouctal
- 1914 : L'Infirmière de Henri Pouctal
- 1916 : C'est pour les orphelins ! de Louis Feuillade
- 1916 : La Femme inconnue de Gaston Ravel
- 1916 : Madeleine de Jean Kemm
- 1916 : Volonté de Henri Pouctal
- 1917 : Son héros de Charles Burguet
- 1918 : Les Bleus de l'amour de Henri Desfontaines
- 1920 : Travail de Henri Pouctal
- 1920 : L'Ami Fritz de René Hervil
- 1920 : Le Piège de l'amour de Alexandre Ryder
- 1920 : Mademoiselle de La Seiglière d'André Antoine
- 1921 : La Fleur des Indes de Théo Bergerat
- 1921 : L'Amie d'enfance de Félix Léonnec
- 1921 : Lily Vertu de Daniel Bompard
- 1922 : Les Mystères de Paris de Charles Burguet : Fleur-de-Marie
- 1922 : Molière, sa vie, son œuvre de Jacques de Féraudy
- 1923 : Kœnigsmark de Léonce Perret
- 1924 : J'ai tué de Roger Lion
- 1924 : La Princesse aux clowns d'André Hugon : La princesse Olga
- 1925 : Le Chevalier à la rose (Der Rosenkavalier) de Robert Wiene
- 1926 : Yasmina d'André Hugon
- 1926 : L'Homme à l'Hispano de Julien Duvivier
- 1927 : Chantage d'Henri Debain
- 1928 : Palace de Jean Durand
- 1929 : La Voix de sa maîtresse - court métrage - de Roger Goupillières

### Films parlants
- 1930 : Le Mystère de la chambre jaune de Marcel L'Herbier
- 1931 : Le Procès de Mary Dugan de Marcel de Sano
- 1931 : Le Parfum de la dame en noir de Marcel L'Herbier
- 1936 : Martha de Karl Anton
- 1937 : Les Perles de la couronne de Sacha Guitry et Christian-Jaque
- 1937 : Maman Colibri de Jean Dréville
- 1938 : Le Cœur ébloui de Jean Vallée
- 1938 : Le Train pour Venise de André Berthomieu
- 1939 : Visages de femmes de René Guissart
- 1942 : La Loi du printemps de Jacques Daniel-Norman
- 1942 : Des jeunes filles dans la nuit de René Le Hénaff
- 1945 : Christine se marie de René Le Hénaff
- 1946 : Le Capitan de Robert Vernay
- 1952 : Douze Heures de bonheur de Gilles Grangier
- 1962 : Les Petits Matins de Jacqueline Audry

## Théâtre

### Carrière à laComédie-Française
Entrée à la Comédie-Française en 1915
Sociétaire de 1924 à 1927
370e sociétaire
- 1916 : L'Avare de Molière : Élise
- 1917 : Dom Juan ou le Festin de pierre de Molière : Mathurine
- 1917 : Les Noces d'argent de Paul Géraldy : Jeanne
- 1920 : L'Amour médecin de Molière, mise en scène Georges Berr : Lucinde
- 1920 : Le Misanthrope de Molière : Eliante
- 1920 : Sganarelle ou le Cocu imaginaire de Molière : Célie
- 1920 : Le Mariage de Figaro de Beaumarchais : Chérubin
- 1920 : Les Plaideurs de Jean Racine : Isabelle
- 1920 : Maman Colibri d'Henry Bataille : Miss Deacon
- 1921 : Francillon d'Alexandre Dumas fils : Annette de Riverolles
- 1921 : Le Sicilien ou l'Amour peintre de Molière, mise en scène Georges Berr : une Mauresque
- 1921 : Le Florentin (fragments) de Jean de La Fontaine : Hortense
- 1922 : L'Impromptu de Versailles de Molière, mise en scène Raphaël Duflos : Mlle Du Croisy
- 1922 : L'Abbé Constantin d'Hector Crémieux et Pierre Decourcelle d'après Ludovic Halévy
- 1923 : Le Dépit amoureux de Molière : Ascagne
- 1923 : Les Deux Trouvailles de Gallus de Victor Hugo : Nella
- 1923 : La Veille du bonheur de François de Nion et Georges de Buysieulx : Minna Lorgant
- 1923 : L'Infidèle de Georges de Porto-Riche : Vanina
- 1924 : Je suis trop grand pour moi de Jean Sarment : Hélène
- 1924 : La Sœur de Jocrisse d'Antoine-François Varner et Félix-Auguste Duvert : Charlotte
- 1924 : Le Vieil Homme de Georges de Porto-Riche : Mme Allain
- 1925 : Les Limites du cœur d'André Beaunier : Gladys
- 1926 : Alkestis (Alceste) de Georges Rivollet d'après Euripide : deuxième Coryphée

### HorsComédie-Française
- 1924 : Manon de Fernand Nozière, Théâtre de la Gaîté
- 1926 : Une revue 1830-1930 revue en 2 actes et 30 tableaux de Maurice Donnay et Henri Duvernois, musique Reynaldo Hahn, Théâtre de la Porte-Saint-Martin
- 1928 : Le Cercle de William Somerset Maugham, mise en scène Lucien Rozenberg, Théâtre des Ambassadeurs
- 1929 : L'Homme de joie de Paul Géraldy et Robert Spitzer, Théâtre de la Madeleine : Madeleine
- 1929 : Le Dernier Tzar de Maurice Rostand, mise en scène Émile Couvelaine, Théâtre de la Porte-Saint-Martin : Olga
- 1930 : Miss France de Georges Berr et Louis Verneuil, Théâtre Édouard VII : Claudine Guérin
- 1931 : Le Cyclone de Somerset Maugham, mise en scène Jacques Baumer, Théâtre des Ambassadeurs : Stella Tabret
- 1933 : Le Cercle de William Somerset Maugham, mise en scène Lucien Rozenberg, Théâtre des Ambassadeurs : Élisabeth
- 1933 : Le Paradis perdu de Paul Gavault, Théâtre de l'Athénée : Alberte Leverdier
- 1934 : L'École des contribuables de Louis Verneuil et Georges Berr, Théâtre Marigny : Juliette Valtier
- 1934 : Do, Mi, Sol, Do de Paul Géraldy, Théâtre de la Michodière
- 1935 : Noix de coco de Marcel Achard, mise en scène Raimu, Théâtre de Paris : Caroline
- 1940 : Si je voulais de Paul Géraldy, Robert Spitzer, Théâtre des Célestins
- 1941 : Topaze de Marcel Pagnol, Théâtre de Paris : Suzy Courtois
- 1943 : Mon ami, Théâtre Saint-Georges
- 1948 : Trois garçons, une fille de Roger-Ferdinand, mise en scène Paule Rolle : la mère
- 1950 : Clérambard de Marcel Aymé, mise en scène Claude Sainval, Comédie des Champs-Élysées : Comtesse Louise de Clérembard
- 1954 : Bel-Ami de Frédéric Dard d'après Guy de Maupassant, mise en scène Jean Darcante, Théâtre des Célestins : Mme Walter
- 1954 : Clérambard de Marcel Aymé, mise en scène Claude Sainval, Comédie des Champs-Élysées : Comtesse Louise de Clérembard
- 1955 : Felicity de Noël Coward, mise en scène Gilbert Roland, Théâtre Monceau : Comtesse Louise de Clérembard
- 1958 : Clérambard de Marcel Aymé, mise en scène Claude Sainval, Comédie des Champs-Élysées
- 1960 : Gigi de Colette, mise en scène Robert Manuel, Théâtre Antoine : Mme Alvarez
- 1961 : Clérambard de Marcel Aymé, mise en scène Claude Sainval, Comédie des Champs-Élysées : Comtesse Louise de Clérembard